# یک روز (مجموعه تلویزیونی)
یک روز (انگلیسی: One Day) یک مجموعه تلویزیونی درام عاشقانهٔ بریتانیایی است که بر اساس رمان چاپ ۲۰۰۹ به همین نام اثر دیوید نیکولز و همچنین اقتباس سینمایی سال ۲۰۱۱ ساخته شده است. این مجموعه داستان رابطهٔ ۲۰ ساله اِما مورلی و دکستر میهیو را دنبال می‌کند که پس از فارغ‌التحصیلی از دانشگاه ادینبرو در مهمانی رسمی فارغ‌التحصیلی با هم آشنا می‌شوند. آمبیکا مود و لئو وودال در نقش‌های اصلی بازی می‌کنند.
این اثر که در ۸ فوریهٔ ۲۰۲۴ از طریق نتفلیکس به‌عنوان مجموعهٔ محدود پخش شد، مورد تحسین منتقدان قرار گرفت و با ۹٫۹ میلیون بازدید، پربیننده‌ترین مجموعهٔ جهانی طی هفته ۱۲ فوریه بود.

## بازیگران و شخصیت‌ها
- آمبیکا مود در نقش اما مورلی
- لئو وودال در نقش دکستر میهیو

### تکرارکننده
- النور تاملینسون در نقش سیلوی
- اسی دیویس در نقش آلیسون میهیو
- تیم مک‌اینرنی در نقش استیون میهیو
- جانی ولدون در نقش ایان
- برندان کوئین در نقش کالوم
- بیلی گددون در نقش یاسمین
- توبی استیونز در نقش لیونل کوپ
- جولی ریچاردسون در نقش هلن کوپ
- امبر گریپی در نقش تیلی
- آدام لاکسلی در نقش گراهام
- تیم پرستون در نقش گری
- جان مک میلان در نقش هارون
- ربکا مورل در نقش سوکی
- جودی پرایس در نقش سونیا
- سوفی ولف در نقش تارا
- جوزف فاروح در نقش اندی
- ویل هیسلوپ در نقش توبی
- مگان تردوی در نقش کیت
- الا-ری اسمیت در نقش نائومی
- ماتیلد تومین استورم در نقش توو
- سام سوان در نقش دامیان
- بت لیندزی در نقش سارا
- مارک رولی در نقش آقای گودالمینگ
- آنتونی کاف در نقش سید
- ادوارد چنی در نقش ژان پیر
- امیلی ایتون پلاوریت در نقش کندی
- جان توئارت در نقش اندرو
- هانا ون ولیت در نقش لوته

## تولید

### توسعه
نتفلیکس در نوامبر ۲۰۲۱ ساخت اقتباس جدیدی از یک روز را سفارش داد. اتاق نویسندگی مجنود توسط نیکول تیلور و متشکل از آنا جردن، وینی پاتل و بیژن شیبانی اداره می‌شد. تهیه‌کنندگان اجرایی شامل نیکولز و تیلور و همچنین روانا بنن و جود لیکنیتزکی بودند. مولی منرز برای کارگردانی به این مجموعه پیوست.
بازیگر آمبیکا مود در نوامبر ۲۰۲۲ گفت که این مجموعه نسبت بهاقتباس سینمایی سال ۲۰۱۱ بیشتر رمان را پوشش می‌دهد.

### انتخاب بازیگران
در ژوئن ۲۰۲۲، اعلام شد که آمبیکا مود و لئو وودال به‌ترتیب به عنوان بازیگر نقش‌های اصلی اِما و دکستر حضور خواهند داشت. همان‌طور که در جولای و اکتبر اعلام شد، النور تاملینسون و اسی دیویس به ترتیب در نقش سیلوی و آلیسون به گروه بازیگران پیوستند.
تصویربرداری اصلی در ۴ ژوئیه ۲۰۲۲ در لندن آغاز شد و در ۱۸ جولای به ادینبرو منتقل شد. فیلم‌برداری در محل کالج اولد دانشگاه ادینبرو و همچنین مرکز شهر، وست اند و اود تاون انجام شد.
بخش فیلمبرداری بریتانیا در ۱۹ ژانویه ۲۰۲۳ در ایزلینگتون لندن به پایان رسید.

## پخش
یک روز در ۸ فوریه ۲۰۲۴ از طریق نتفلیکس به‌عنوان مجموعهٔ محدود پخش شد.

## بازخورد
این سریال مورد تحسین منتقدان قرار گرفت و با ۹٫۹ میلیون بازدید، پربیننده‌ترین مجموعهٔ جهانی در هفته ۱۲ فوریه ۲۰۲۴ بود.
این مجموعه در وبگاه جمع‌آوری بازبینی راتن تومیتوز بر پایهٔ نظر ۴۶ منتقد، امتیاز ۹۱٪ را دریافت کرده است. اجماع منتقدان این وب‌سایت می‌گوید: «یک روز که گذشت زمان را با سرعت به‌خوبی مورد مشاهده مرور می‌کند، به‌طور ناگهانی گیج‌کننده و غم‌انگیز، اما همواره به‌شدت عاشقانه است». این مجموعه در متاکریتیک، که از میانگین وزنی استفاده می‌کند، بر اساس ۱۹ منتقد، امتیاز ۷۶ از ۱۰۰ را به خود اختصاص داد که نشان دهنده «بررسی‌های عموماً مطلوب» است. آنیتا سینگ از تلگراف به این مجموعه چهار ستاره از پنج ستاره اهدا کرد و نوشت: «پرفروش‌ترین رمان دیوید نیکولز به طرز ماهرانه‌ای به یک مجموعه درام قابل درک برای عصر نتفلیکس تبدیل شده است».
این مجموعه پیشرفت چشمگیری برای حرفهٔ آمبیکا مود و لئو وودال بود.